# François-Xavier Ortoli
Francos Ortoli (Ajaccio, Francia, 16 de febrero de 1925-30 de noviembre de 2007) fue un político francés de larga trayectoria europea.
Ministro en varios gobiernos de la Quinta República Francesa entre 1967 y 1972.
Presidente de la Comisión Europea desde el 6 de enero de 1973 hasta el 5 de enero de 1977. Continuó como vicepresidente de la Comisión hasta su dimisión el 26 de octubre de 1984 en las comisiones presididas por Roy Jenkins y Gaston Thorn. Durante estos últimos periodos se encargó de los asuntos económicos y financieros.
Después de abandonar la política activa se dedicó al mundo de la empresa.

## Biografía
François-Xavier Ortoli nació en Ajaccio en 1925 y pasó su adolescencia en Indochina, donde su padre era director de grabación. Completó sus estudios secundarios en el liceo Albert-Sarraut de Hanoi.
Fue condecorado con la croix de guerre 1939-1945 al final de la Segunda Guerra Mundial por su participación en la resistencia contra los japoneses en Indochina. También recibió la médaille militaire y la Médaille de la Résistance.
En 1947, ingresó en la recién creada École nationale d'administration (ENA) y, tras finalizar sus estudios, se incorporó a la Inspection générale des finances.

## Trayectoria

### Política y alta administración
Tras pasar por varios gabinetes ministeriales, en 1958 se convirtió en jefe de la dirección de mercado interior de la Comisión Europea.
En 1961, Ortoli pasó a ser Secretario General de la Comisión Interministerial para Asuntos de Cooperación Económica Europea (SGCI).
De 1962 a 1966, fue jefe de gabinete del primer ministro Georges Pompidou, donde fue el autor del informe que puso en marcha el primer Plan Calcul en 1966.
Tras una breve etapa al frente del Comisariado General del Plan, fue nombrado ministro de Obras Públicas y Vivienda en 1967. Su jefe de gabinete era Georges Pébereau.
En mayo de 1968, sucedió a Alain Peyrefitte como Ministro de Educación Nacional.
En junio de 1968, Ortoli fue elegido diputado de la Unión para la Defensa de la República (UDR) por Lille. En julio fue nombrado ministro de Economía y Finanzas en el Gobierno de Maurice Couve de Murville. Fue elegido consejero general de Lille en el cantón de Lille-Ouest de 1969 a 1975. Finalmente, de junio de 1969 a julio de 1972, fue ministro de Desarrollo Industrial e Investigación Científica en el gobierno de Jacques Chaban-Delmas.

### Carrera europea
De 1973 a 1977, fue el primer presidente francés de la Comisión Europea. Tuvo que hacer frente a la primera crisis del petróleo y a la subida del precio del «oro negro».
En 1977 fue nombrado Vicepresidente de la Comisión Europea responsable de Asuntos Económicos y Financieros. Fue uno de los principales artífices de la fundación del Sistema Monetario Europeo y de la Unidad Monetaria Europea (UME).
En 1983, contribuyó significativamente a evitar la ruptura del SME tras la salida prevista del franco por el presidente francés François Mitterrand.

### Compañía francesa de petróleos
En octubre de 1984, François Mitterrand nombró a François-Xavier Ortoli Presidente y Director General de la Compañía francesa de petróleos, que se convirtió en Total en 1991. Ocupó este cargo hasta 1990, cuando se convirtió en presidente del Conseil national du patronat français internacional.